# Чжан Чун
Не путать с Чжан Чуном, китайским актёром

Чжан Чун (кит. упр. 张翀, пиньинь Zhāng Chōng; 25 ноября 1987, Далянь, провинция Ляонин) — китайский футболист, вратарь клуба Суперлиги «Далянь Ифан».

## Биография
Чжан Чун родился в спортивной семье — его мать занималась лёгкой атлетикой, а отец был футбольным болельщиком. В четвёртом классе отец привёл Чжан Чуна в молодёжную команду «Даляня», в которой он два года занимался футболом. В этот же период тренер посчитал, что Чжан будет наигрываться на позиции вратаря. Позднее игрок занимался в футбольной школе в Шэньяне. В 2001 году вновь попал в систему клубов «Далянь Шидэ».
В «Далянь Шидэ» игрок пришёл из молодёжной команды перед началом сезона 2005 года в Суперлиге. Однако, дебютировал за основу только 31 октября 2009 года, в последнем матче сезона против «Циндао Чжуннэн», в которой его команда уступила со счётом 3-1. В следующих двух сезонах оставался вторым вратарем после Сунь Шоубо, а команда занимала места в середине турнирной таблицы. Сезон 2012 года команда начала неудачно и тренер Нело Вингада решил доверить место в основе Чжану. В сезоне игрока дебютировал 24 марта 2012 года, а команда одержала победу над «Циндао» со счётом 2-1.

## Достижения
«Далянь Аэрбин»
- Чемпион Первой лиги Китая: 2017